# جنسن أتوود
جنسن أتوود (بالإنجليزية: Jensen Atwood)‏ هو ممثل أمريكي، ولد في 25 أغسطس 1976 في لوس أنجلوس في الولايات المتحدة.

## وصلات خارجية
- جنسن أتوود على موقع IMDb (الإنجليزية)
- جنسن أتوود على موقع إن إن دي بي (الإنجليزية)
- جنسن أتوود على موقع قاعدة بيانات الفيلم (الإنجليزية)